# 시스터 콤플렉스
시스터 콤플렉스는 자매에 대해 강한 애착·집착,사랑을 갖는 상태를 말한다.

## 개설
원래는 페티시즘 속어였지만, 심리분석학에서는 페티시즘과 콤플렉스의 개념이 관련한 것이기 때문에, 콤플렉스라는 용어로 일반화했다. 단, 정식으로 인정된 심리학용어는 아니다. 상대가 형제인 경우, 브라더 콤플렉스라고 한다.
시스터 콤플렉스는, 특히 '자매에 대한 연애적 감정'이나 '자기 것으로 하고 싶은 독점욕이 있는 형제'라는 도식으로 파악할 수 있다. 이성간에 사용되는 경우가 많지만, 동성에게도 물론 사용된다.

## 원인
원인에 관해서는 여러 심리학자가 가설을 제기하고 있지만 아직 정설로 인정된 것은 없다.
정신분석가인 자크 라캉은 '가족 복합'의 관점으로 접근하고 있다. 남자 아이는 처음 모친에 대해서 성애(性愛)를 향하려고 하지만 그때 모친이 실제로는 부친을 보고 있는 것을 깨닫고, 보다 순수하고 가까운 상대로 누나나 여동생에 대해 애정을 가져버리는 것이라고 해석한다. 단, 이 경우도 모친의 경우처럼 통상 부친의 거세불안(去勢不安)에 의해 저지당하는 것이 보통이라 한다.
과도한 시스터 콤플렉스의 원인에 대해서는 확실한 이론은 없다. 자주, 유소기의 상대가 그대로 심화해 버린 결과인 것은 아닐까하는 추측이 있다. 또, 가족에 뭔가 기능장애가 일어나고 있기 때문이라는 추측이 있다.
아동심리학자 피아제에 관련한 해석으로는, 오빠의 경우 자기가 확실히 형성되어 있지 않은 시기에 자기가 여동생의 중심이지 못하고 비(非)중심화가 일어나기 때문에, 그 참은 만큼을 여동생을 지배하는 것으로 해소하고 있다고 해석한다.
또, 누나의 브라더 콤플렉스에 대해, 남동생이 〈착한 아이〉를 연기하려 한 나머지 시스터 콤플렉스 같이 되어버렸다는 이야기도 있다. 이 경우 여자 같은 느낌이 눈에 띄게 된다고 한다.
또, 부모의 이혼 등으로 떨어져 있는 경우에는 자매를 자매라고 볼 수 없기 때문에, 그 경우에도 연모(戀慕)가 일어나는 일도 있지만, 그것을 시스터 콤플렉스에 포함할지는 미묘하다. 예를 들어, 고대 일본에서는 이복형제자매의 결혼이 허가되었지만, 이것은 집이 달랐기 때문에, 형제자매라는 인식이 옅었기 때문이다.

## 같이 보기
- 심리학
- 콤플렉스
- 브라더 콤플렉스